# 吴钟华
吴钟华（1939年—2022年12月19日），中华人民共和国外交官，中国外交史学会会员。

## 生平
1939年生，祖籍河北。1958年考入天津南开大学外文系英语专业，1963年毕业后进入外交部工作，先后在礼宾司、国际司、对台办、领事司任职，曾多次参与为毛泽东、周恩来、刘少奇等第一代领导人安排礼宾工作。曾在亚洲、美洲、澳洲多个驻外使领馆任职。
1973年至1977年，中国驻巴基斯坦大使馆，随员。
1978年至1982年，中国驻斯里兰卡大使馆，三秘。
1983年至1987年在美国纽约中国常驻联合国代表团任二秘、一秘。
1989年5月9日被派往中国驻斐济大使馆工作。当时中国已经与瓦努阿图和基里巴斯两国建交，但尚未开设大使馆，由驻斐济大使兼任中国驻瓦努阿图和基里巴斯两国大使。1990年2月24日，吴钟华创建中国驻基里巴斯大使馆，并于此经历了鲁宾逊式的半原始生活，以及炸弹、断粮、父亲去世等重重考验。
1994年至1998年，任中国驻洛杉矶总领事馆常务副总领事，期间负责多次紧急及重大事件，保障中国政府和海外华人的尊严和权益。与乔治.布什等美国政要建立了很好的关系。
吴钟华具有传统外交家谦逊儒雅的风范，退休后参加外交部笔会，为中国外交史的研究整理做出贡献。2022年12月因新冠肺炎导致心脏衰竭于北京去世。

## 作品
- 吴钟华. . 四川人民出版社. 2006-01. ISBN 978-7-2200-7041-9.